# Henk Faanhof
Hendrikus Jacobus „Henk” Faanhof (ur. 29 sierpnia 1922 w Amsterdamie, zm. 27 stycznia 2015 tamże) – holenderski kolarz szosowy, złoty medalista mistrzostw świata.

## Kariera
Największy sukces w karierze Henk Faanhof osiągnął w 1949 roku, kiedy zdobył złoty medal w wyścigu ze startu wspólnego amatorów podczas mistrzostw świata w Kopenhadze. W zawodach tych wyprzedził bezpośrednio Luksemburczyka Henriego Kassa oraz swego rodaka Huba Vinkena. Był to jedyny medal wywalczony przez Faanhofa na międzynarodowej imprezie tej rangi. W tym samym roku wygrał także duński Rudersdalløbet i holenderski Acht van Chaam, a w 1951 roku francuski Grand Prix de Marmignolles. Rok wcześniej wystartował na igrzyskach olimpijskich w Londynie, gdzie nie ukończył wyścigu ze startu wspólnego i nie był klasyfikowany w wyścigu drużynowym. Na tych samych igrzyskach wystartował także na torze – w drużynowym wyścigu na dochodzenie, jednak Holendrzy dopadli w eliminacjach. W 1954 roku wystartował w Tour de France, wygrywając jeden z etapów. W klasyfikacji generalnej zajął 47. miejsce. Wygrał też łącznie pięć etapów w Ronde van Nederland między 1950 a 1952 rokiem. Jako zawodowiec startował w latach 1950-1955.

## Najważniejsze zwycięstwa i sukcesy
- 1949
  - mistrzostwo świata amatorów w wyścigu ze startu wspólnego
- 1950
  - dwa etapy w Ronde van Nederland
- 1951
  - dwa etapy w Ronde van Nederland
- 1952
  - etap w Ronde van Nederland
- 1954
  - dziewiąty etap w Tour de France